# Зимбабве (щит)
Щит Зимбабве, кратон Зимбабве — выступ докембрийского фундамента, находящийся на территории Зимбабве и Ботсваны в южной части Африканской платформы.
Является частью древнего континента — Западной Гондваны. Породы датируются ранним археем, вплоть до 3,46 млрд лет назад. Название щита дано по названию страны, в пределах которой находится бо́льшая его часть. Породы щита отделены от пород Каапваальского кратона на юго-востоке гранулитовым поясом Лимпопо шириной 250 км. Пояс Лимпопо сформировался одновременно с кратонами Зимбабве и Каапвааль, но оставался геологически активным гораздо дольше. Кратоны стабилизировались относительно друг друга только в позднем архее, 2,8—2,5 млрд лет назад, что привело к прекращению метаморфизма в поясе Лимпопо. На севере щита Зимбабве расположен пояс Замбези.

## Строение щита
В строении блока выделяется 2 сегмента:
- Северный.
- Южный.